# Classe Osetr
La Classe Osetr ((fr) : Esturgeon) était une classe de sous-marins de la marine impériale russe.

## Liste des bateaux
6 bâtiments furent construits :
- Osetr : 1903
- Kefal : 1905
- Plotva : 1905
- Paltus : 1905
- Bychok : 1905
- Sig : 1906

## Historique
Les sous-marins furent commandés à l'entreprise américaine Lake. Le premier sous-marin de la série portait à l'origine le nom de Protector. Les Kefal, Plotva, Paltus, Bychok et Sig furent construits par la "Newport News Shipbuilding and Dry Dock Company" en Virginie. Ils furent complétés dans l'usine de Libau en Lettonie.
L'Osetr, le Kefal, le Plotva, le Paltus et le Bychok furent désarmés et mis hors service en 1913, le Sig en 1914.

## Caractéristiques
Ils sont les premiers sous-marins de la marine russe à être dotés de tube lance-torpilles internes. Ils disposent également de roues.

## Source
- I.D. Spassky, V.P. Semyonov & Norman Polmar, Submarines of the Tsarist Navy : A pictorial History, Naval institute Press, États-Unis, 1998  (ISBN 1-55750-771-6)